# Карташова, Лидия Павловна
Лидия Павловна Карташова (1881—1972) — украинская советская актриса театра и кино, исполнительница хара́ктерных и бытовых ролей. Народная артистка Украинской ССР (1948), Заслуженная артистка РСФСР (1936)

## Биография
Родилась 12 (24) марта 1881 года в городе Москве.
C 1894 году работала в провинциальной труппе антрепренёра И. С. Томского в крупных городах Российской империи — Вологде, Томске, Иркутске и Саратове.
После Октябрьской революции играла в кино и театрах:
- в Ленинградском театре имени А. С. Пушкина — в 1919—1936 годах;
- в Киевском Русском драматическом театре имени Леси Украинки — в 1936—1964 годах.

Также играла роли в советском кино.
Находясь на пенсии, последние годы жизни жила в Доме ветеранов сцены Украинского театрального общества в Киеве, где и умерла 27 января 1972 года.
Похоронена в Киеве на Байковом кладбище (участок № 21).

## Звания, награды и премии
- Орден Трудового Красного Знамени (30 июня 1951)[5].
- Орден «Знак Почёта».
- Медаль «За трудовую доблесть» (24 ноября 1960).
- Народная артистка Украинской ССР (1948).
- Заслуженная артистка РСФСР (1936).

## Творчество
Роли в спектаклях
- Екатерина — «Гроза»;
- Настасья Филиповна — «Идиот»
- Коробочка — «Мёртвые души»
- Марія Ланге — «Життя починається знову» В. Собка
- Акулина — «Власть тьмы»
- Ганна Павловна — «Живой труп»
- Улита — «Лес»
- Кабаниха — «Гроза»
- Кукушкина — «Доходное место»
- Пантелеевна — «Таланты и поклонники»
- Анфиса — «Три сестры»

Фильмография по годам
- 1937 — «За Советскую Родину» − Максимовна
- 1939 — «Большая жизнь» − Маруся Козодоева
- 1940 — «Небеса» − Анна Никитична
- 1940 — «Возвращение» − Погодина Мария Васильевна
- 1941 — «Мать» (короткометражный)
- 1941 — Боевой киносборник № 8 − жительница Белграда
- 1942 — Боевой киносборник № 9 − мать
- 1942 — Боевой киносборник № 11 − Матрёна
- 1945 — «Непокорённые» − Ефросинья
- 1946 — «Центр нападения» − бабушка Лены
- 1946 — «Большая жизнь. 2 серия» − Маруся Козодоева
- 1956 — «Дети солнца» − Антоновна
- 1959 — «Это было весной» − эпизод